# T'as raison mon ami
Albums de Gilbert Bécaud
Gilbert Bécaud et ses chansons
(1953) Young Man of Paris in Moods of Love
(1954)
T'as raison mon ami est le titre emprunté à la première chanson du second album de Gilbert Bécaud, car en général, surtout au début de sa carrière, quasiment tous les albums sont parus sous le titre Gilbert Bécaud. L'album est paru en 1954 au format 33 tours 25 cm. 
Il est édité l'année suivante sous le titre Mes grands succès - Récital numéro 1. Regroupant plusieurs 45 tours comme cela se faisait à l'époque, la réédition est sortie en deux versions. Une première incluant le titre Moi, je me méfie des anges et une seconde avec Mes mains à la place. Cette seconde version de l'album s'intitulant simplement Gilbert Becaud mais toujours avec la même référence : FDLP 1026.

## Face A
| No  | Titre                             | Auteur           | Compositeur    | Durée |
| --- | --------------------------------- | ---------------- | -------------- | ----- |
| A1. | T'as raison mon ami               | Louis Amade      | Gilbert Bécaud |       |
| A2. | Laissez faire, laissez dire       | Pierre Delanoë   | Gilbert Bécaud |       |
| A3. | Ah ! Dites-moi pourquoi je l'aime | Louis Amade      | Gilbert Bécaud |       |
| A4. | Je veux te dire adieu             | Charles Aznavour | Gilbert Bécaud |       |

## Face B
| B1. | Passe ton chemin    | Pierre Delanoë | Gilbert Bécaud |  |
| B2. | Mes mains           | Pierre Delanoë | Gilbert Bécaud |  |
| B3. | Que toi             |                |                |  |
| B4. | Les Enfants oubliés | Louis Amade    | Gilbert Bécaud |  |